# Gottfried Wilhelm Leibniz Bibliothek – Niedersächsische Landesbibliothek
Die Gottfried Wilhelm Leibniz Bibliothek – Niedersächsische Landesbibliothek (mitunter abgekürzt GWLB) mit Sitz in Hannover ist eine der größten Regionalbibliotheken und wissenschaftlichen Bibliotheken Deutschlands und neben der Landesbibliothek Oldenburg und der Herzog August Bibliothek in Wolfenbüttel eine der drei Landesbibliotheken Niedersachsens. Ihren jetzigen Namen trägt sie seit dem 1. Januar 2005. Vorher hieß sie unter anderem Königliche Öffentliche Bibliothek (seit 1720), (Vormals) Königliche und Provinzial-Bibliothek und Niedersächsische Landesbibliothek (1947–2004). Die Bibliothek hat eine stark wissenschaftliche Ausrichtung, unterhält mehrere Datenbanken und ist eine bedeutende Forschungsstätte der europäischen Kulturgeschichte. Als Landesbibliothek sammelt sie alle in Niedersachsen erscheinenden Zeitschriften, Zeitungen und Druckwerke. Sie besitzt 375 Inkunabeln, 12.500 Titel aus dem 16. Jahrhundert, 62.500 Titel aus dem 17. Jahrhundert, 65.000 Titel aus dem 18. Jahrhundert und 134.000 Titel aus dem 19. Jahrhundert. In ihrer Kartensammlung sind 30.000 lose Kartenblätter enthalten. Mehr als 4500 Handschriften sind in der Bibliothek vorhanden, oftmals fallen aber unter einen Titel ganze handschriftliche Konvolute unterschiedlichster Provenienzen, sodass die tatsächliche Menge von der angegebenen Zahl deutlich abweicht. Allein der Leibniz-Nachlass umfasst 400.000 Seiten.

## Geschichte

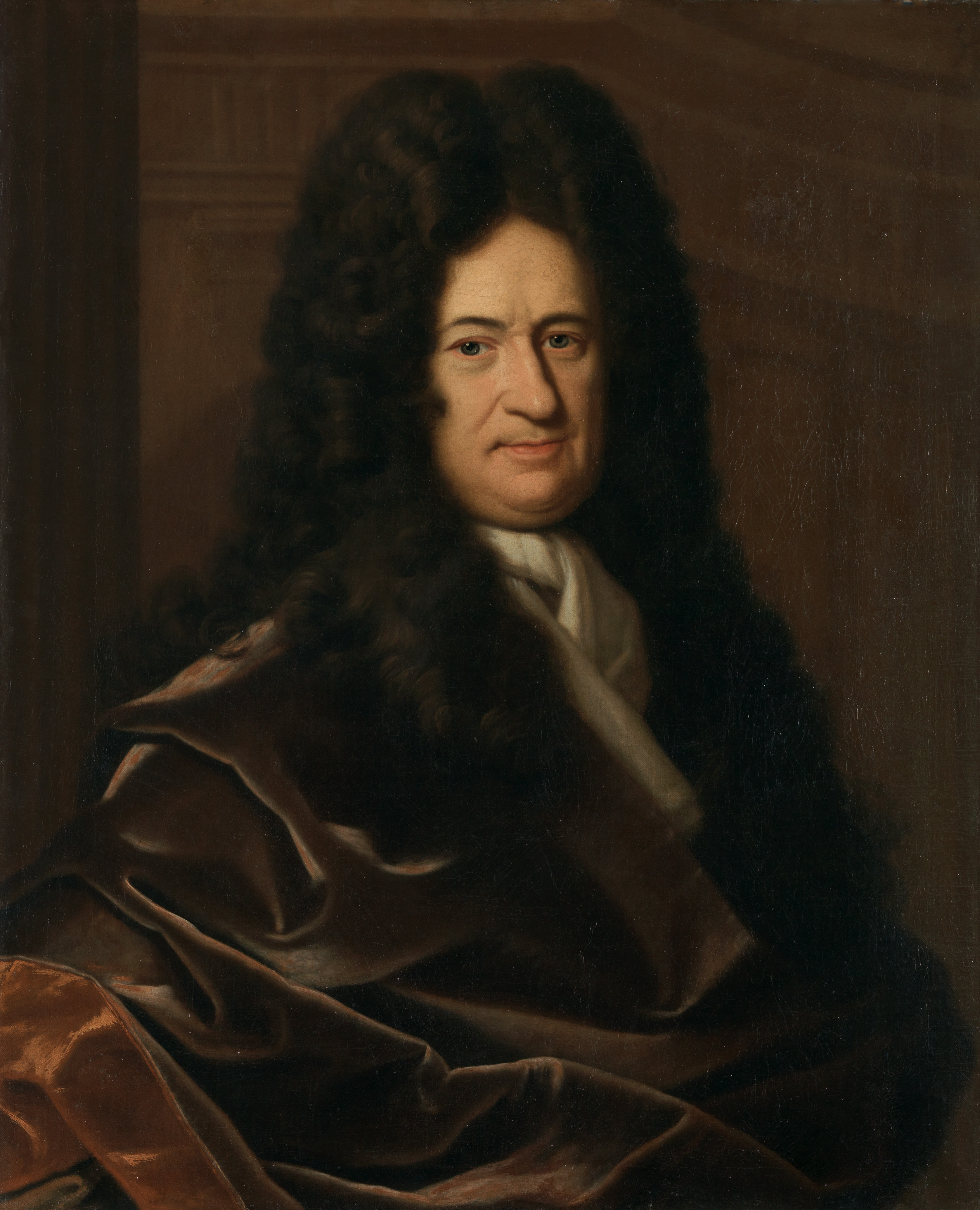
Gottfried Wilhelm Leibniz, Porträt von Christoph Bernhard Francke, um 1700

Die Bibliothek wurde 1665 von Herzog Johann Friedrich als Hofbibliothek der welfischen Herzöge (später Kurfürsten und Könige von Hannover) gegründet. Ihr erster bedeutender Leiter (Präfekt) war von 1676 bis 1716 der Universalgelehrte Gottfried Wilhelm Leibniz, der zugleich das Amt des Hofhistoriographen bekleidete. Ab 1698 war die Bibliothek in dem später „Leibnizhaus“ genannten Renaissancegebäude untergebracht. Waren im Jahre 1676 insgesamt 3110 Bände und 158 Handschriften in dem Katalog von Tobias Fleischer nachgewiesen, wurde die Bestandsmenge 1801 auf 130.000 Bände geschätzt.
Nach der Rangerhöhung zum Kurfürstentum Hannover 1692 und der Personalunion mit dem Königreich Großbritannien 1714 wurde die Bibliothek weiter ausgebaut und zu bedeutender Größe geführt. Ab 1719 war sie in einem neuen Gebäude des französischen Architekten Louis Rémy de La Fosse untergebracht, das zugleich das königliche Archiv enthielt. Dort wurde die Hof- und Kabinettsbibliothek zum ersten Mal auch in einem gewissen Umfang öffentlich zugänglich, was sich in der Bezeichnung als „Königliche öffentliche Bibliothek“ niederschlug.
Auch während der Personalunion, als König Georg II. (1727–1760) seine Residenz in Großbritannien hatte, wurden die Bestände der Bibliothek erweitert, so durch die königliche Privatbibliothek und die Einrichtung eines festen Erwerbungsetats. 1737 erhielt die Bibliothek das Pflichtexemplarrecht. Ab 1727 gab es den „Catalogus perpetuus“, der als erster Zettelkatalog der Welt gilt. Die Bibliothek wurde von angesehenen Gelehrten wie Johann Georg von Eckhart, Simon Friedrich Hahn, Johann Daniel Gruber und Christian Ludwig Scheidt geleitet.

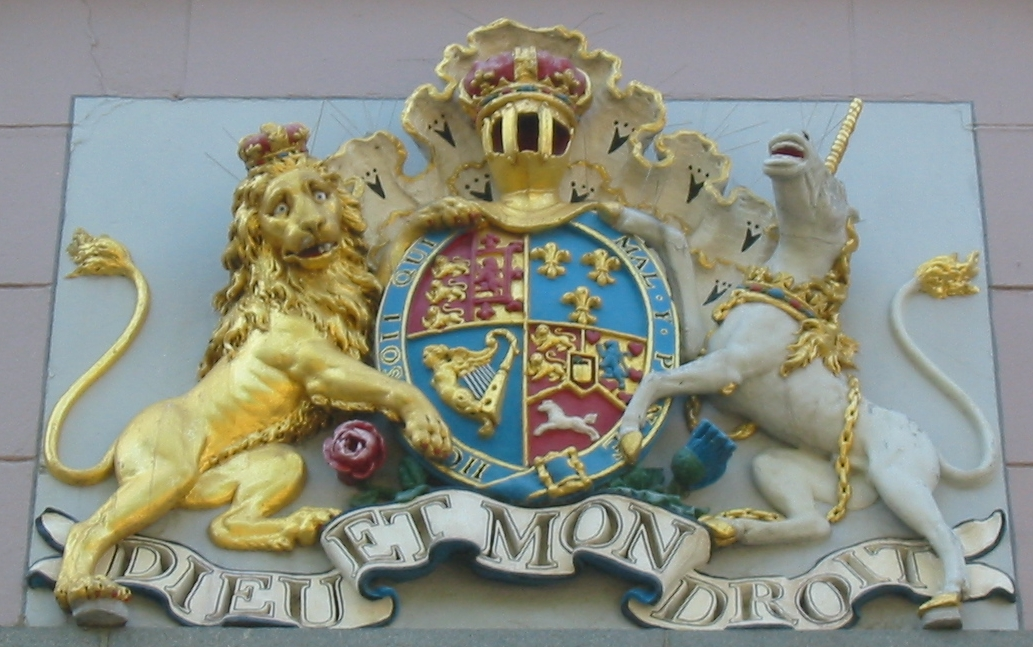
Das Wappen Georgs II., das sich auf vielen Einbänden der Bibliothek wiederfindet

Im 17. und 18. Jahrhundert wurden viele Nachlässe und Privatbibliotheken erworben und den Beständen zugeordnet. 1678 wurden 3600 Bände der Bibliothek des Hamburger Polyhistors Martin Fogel erworben, von Leibniz selbst konnten 6000 Bände übernommen werden. Der Nachlass des evangelischen Abtes des Klosters Loccum Gerhard Molanus mit 9000 Bänden und vielfältigen Manuskripten konnte 1729 erworben werden. Von der Helmstedter Gelehrten- und Professorenfamilie Meibom wurden 1743 der Nachlass und die Bibliothek mit circa 20.000 Einzelschriften und vielen Manuskripten angekauft. Aus dem Fürstenhaus Braunschweig-Lüneburg erhielt die Bibliothek mehrfach Geschenke und Bücher, so etwa 2000 Bände der Kurfürstin Sophie von Hannover, 5000 Bände von Georg I., 2000 Bände von Georg II. und 1837/1849 etwa 11.000 Bände von Herzog Adolf Friedrich von Cambridge.
Nach einer Phase der Stagnation Ende des 18. und Anfang des 19. Jahrhunderts erlebte die Bibliothek von 1827 bis 1842 unter der Leitung von Georg Heinrich Pertz einen neuen Aufschwung, der sich auch unter Adolf Schaumann (Bibliotheksleiter 1851–1867) fortsetzte. Diese Entwicklung wurde jedoch unterbrochen durch den Verlust der staatlichen Selbständigkeit Hannovers, das 1866 in das Königreich Preußen eingegliedert wurde. 1897 wurde der Königlichen Bibliothek, deren Eigentumsverhältnisse jahrzehntelang umstritten waren, die hannoversche Provinzialbibliothek angegliedert.
1947 erhielt die Bibliothek mit dem Bundesland Niedersachsen einen neuen Träger und den Namen „Niedersächsische Landesbibliothek“. Ab den 1960er Jahren übernahm die Niedersächsische Landesbibliothek die Literaturversorgung für die geisteswissenschaftlichen Fächer der Universität Hannover und betrieb dazu auch eine Reihe von Fachbereichsbibliotheken, die 2003 in die Verwaltung der Universitätsbibliothek übergingen. 2005 kam es zur Umbenennung zum heutigen Namen. Teil der Bibliothek ist das Horst-Bienek-Archiv.
Baugeschichte
Nachdem sich das bisherige Gebäude an der Lavesallee, in dem die Landesbibliothek und das Hauptstaatsarchiv gemeinsam untergebracht waren, als zu klein erwies, wurde zu Beginn der 1970er Jahre für die Bibliothek ein neues Gebäude an der Waterloostraße geplant, das auch die Magazinbestände und eine Bibliotheksschule aufnehmen konnte. Die Pläne für den zwischen 1973 und 1975 errichteten Bau entwarfen die Göttinger Architekten Gerhard Brütt und Heinrich Matthies. Sie hatten 1966 das Architekturbüro bmp gegründet und waren vorher beim Land Niedersachsen als Planer der Neubauten der Universität Göttingen tätig. Heinrich Matthies war früher stellvertretender Leiter des um 1968 aufgelösten Neubauamts I für die Universität Göttingen.

## Aufgaben und Bestände

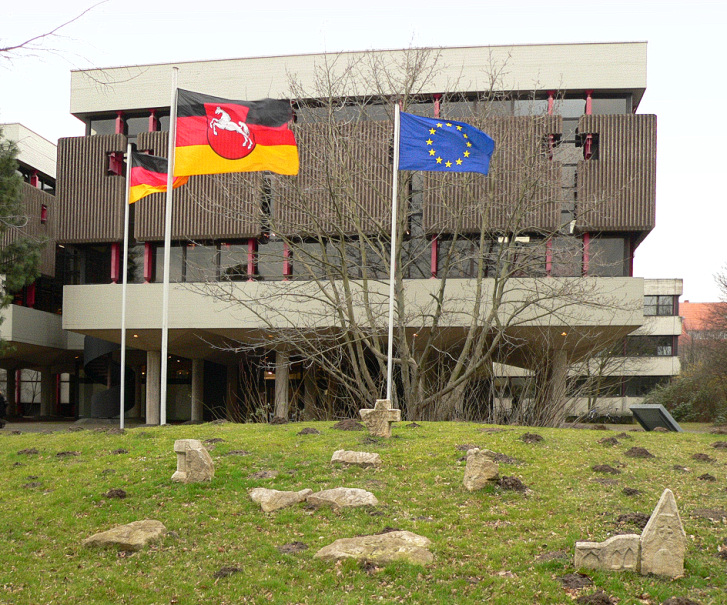
Mit Beflaggung, auf dem Rasen beim „Steinintermezzo 2005“ entstandene Skulpturen zum interreligiösen Dialog islamgläubiger und christlicher Jugendlicher

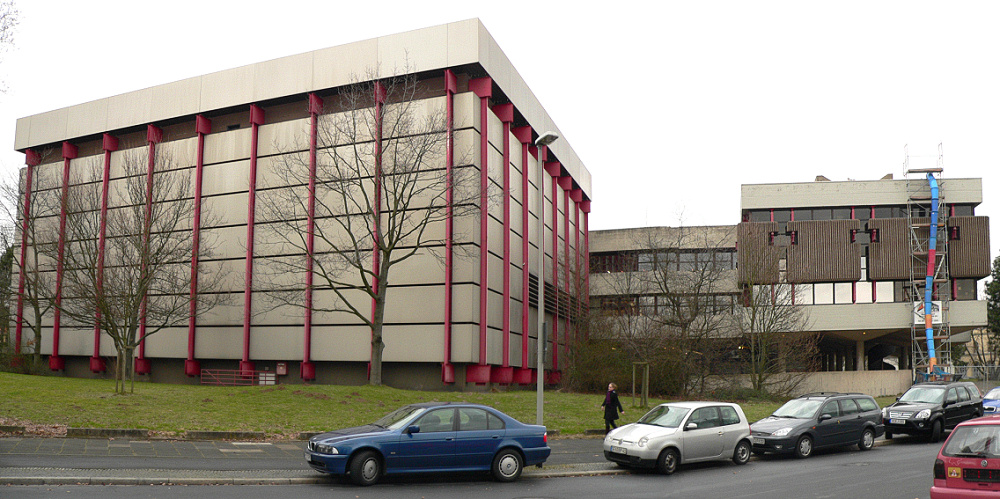
Gebäude mit Magazinanbau links

Die Gottfried Wilhelm Leibniz Bibliothek ist heute eine moderne Regionalbibliothek und wissenschaftliche Bibliothek mit einer großen Zahl historischer Bestände. So verfügt sie nach eigenen Angaben derzeit über ca. 130.000 Bücher, die vor 1815 gedruckt wurden. Der Gesamtbestand liegt bei über 1,6 Millionen Bänden.
Die Bibliothek besitzt zahlreiche Sammlungen von historischem Wert. In ihrer Bibelsammlung zählt sie 600 Ausgaben vom 15. bis zum 19. Jahrhundert, darunter Luthers Dezembertestament von 1522, die erste in Nordamerika gedruckte deutsche Bibel (Germantown bei Philadelphia 1743) und die Londoner Polyglotte von 1654 bis 1657. In der Einbandsammlung sind aus der alten Werkstatt der Hofbuchbinderei und aus weiteren europäischen Buchwerkstätten circa 2500 hervorragende Stücke der Bucheinbandkunst vertreten. 869 Kupferstichdruckplatten aus dem 17. und 18. Jahrhundert sind in der Kupferstichplattensammlung enthalten. Die Wappensammlung des Darmstädter Heraldikers Kammerrat Carl Leo Külp wurde 1971 erworben und umfasst circa 50.000 Wappen auf Einzelblättern. Die Sammlung von Opernlibretti mit 2500 Libretti entstammt der Königlichen Bibliothek und der Sammlung Hermann Schüling. Weitere Sammlungen mit großen Beständen bestehen zu Künstlerbüchern, Schulprogrammen, Leichenpredigten, Siegeln, Bilder- und Altgraphiken sowie Rara, Rarissima und Unica.
Die Bibliothek ist die regionale Pflichtexemplarbibliothek für Niedersachsen. Auf dieser Grundlage wird an der GWLB die Niedersächsische Bibliographie erstellt, eine online abfragbare Landesbibliographie für Niedersachsen und Bremen.
Das Zentrum für Aus- und Fortbildung an der GWLB koordiniert die verschiedenen bibliothekarischen Ausbildungsgänge in Niedersachsen und führt Fortbildungsveranstaltungen für Bibliothekare durch.
Die Akademie für Leseförderung Niedersachsen unterstützt die Leseförderung im Land Niedersachsen durch Fortbildungsveranstaltungen für Lehrkräfte, Bibliothekare, Erzieher und ehrenamtlich in der Leseförderung Tätige sowie durch Öffentlichkeitsarbeit.
Die Forschungsleistungen zur frühen Neuzeit und zur Kulturgeschichte Europas sind umfangreich. Die Bibliothek gibt hierzu eigene Schriftenreihen in Zusammenarbeit mit verschiedenen Verlagen heraus.

### Besondere mittelalterliche Manuskripte
Unter der Sammlung mittelalterlicher Manuskripte ragen die Monseer Fragmente (um 800, siehe unten), die Leidensgeschichte des heiligen Kilian und der heiligen Margareta (10. Jahrhundert), eine Biblia Sacra aus dem 13. Jahrhundert und das Niederdeutsche Gebetbuch (um 1430) heraus. Die Leidensgeschichten des heiligen Kilian und der heiligen Margareta ist der älteste erhaltene Vertreter der Untergattung Libellus (Büchlein) und enthält Heiligenviten und Gebete. Die Biblia Sacra aus dem Anfang des 13. Jahrhunderts, mit Zierinitialen und mehrfarbiger Tinte, enthält die vollständige Bibel, Übersetzungen zu hebräischen Namen, liturgische Texte und Hinweise zu Lesungen. Das sehr feine Pergament dieser Handschrift entstammt vermutlich im Mutterleib getöteten Tieren. Das niederdeutsche Gebetbuch, um 1430 verfasst, gehörte einer Frau, die nicht zum Klerus gehörte. Das reich verzierte und mit vielen Malereien ausgestattete Exemplar ist auf Mittelniederdeutsch verfasst und berichtet in Versen und Reimen von dem Leben Jesu und Maria.

### Leibniz-Nachlass

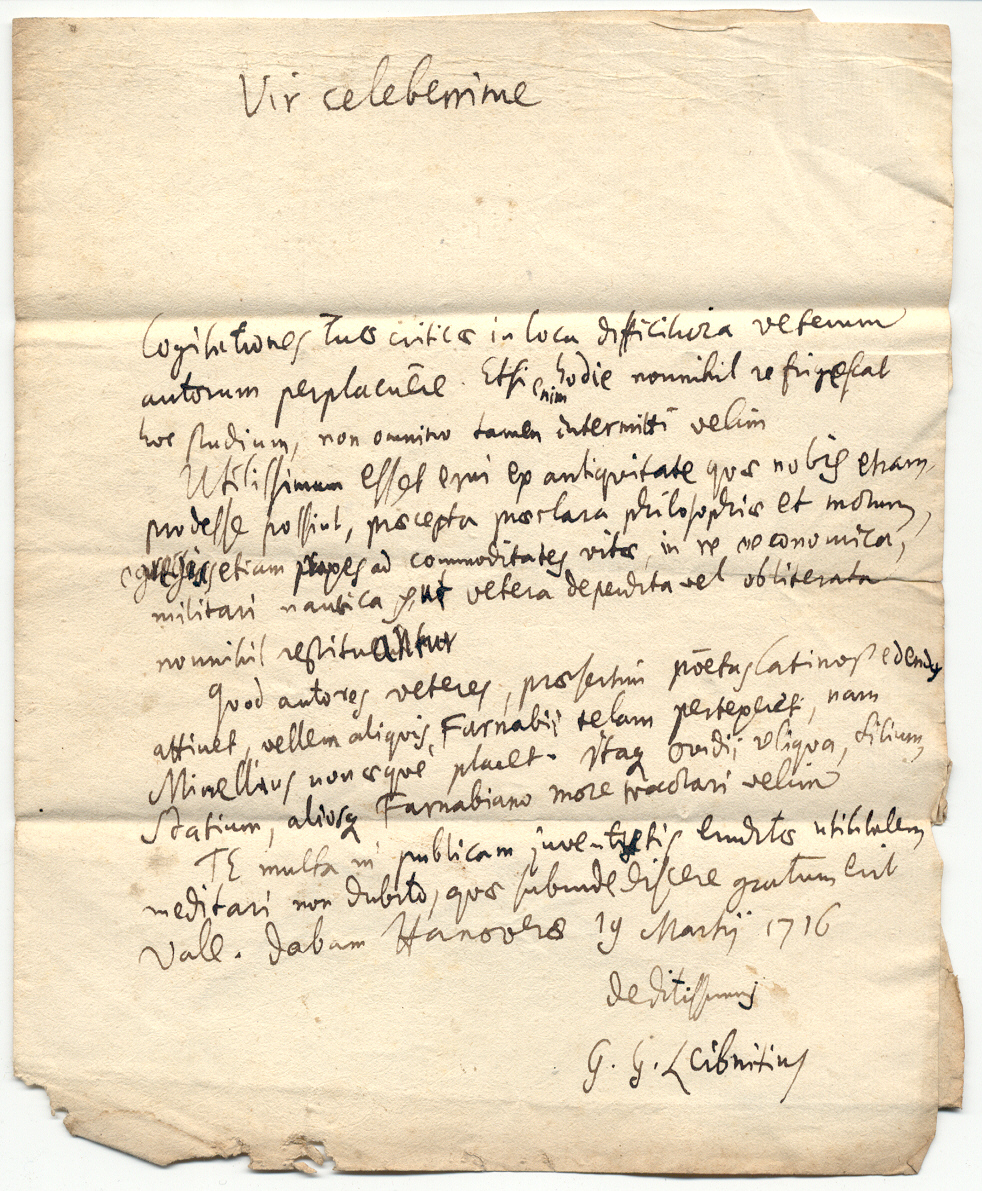
Brief von Leibniz nach Kiel vom März 1716, eine Veröffentlichung betreffend

Besondere Bedeutung im Bestand der Bibliothek hat der Nachlass von Gottfried Wilhelm Leibniz, der eine große Zahl an Handschriften aus dem Briefwechsel Leibniz’ mit zahlreichen wissenschaftlichen Zeitgenossen enthält. Das Leibniz-Archiv der GWLB bearbeitet zusammen mit weiteren Forschungsstellen eine Edition der Schriften von Leibniz.
Der Briefwechsel von Leibniz enthält rund 15.000 Briefe mit 1100 Korrespondenten. Er ist Bestandteil des in Hannover aufbewahrten Leibniz-Nachlasses mit circa 50.000 Nummern mit rund 200.000 Blättern. Zum Nachlass gehören auch die Bibliothek von Leibniz und das einzige erhaltene Exemplar der von ihm konstruierten Vier-Spezies-Rechenmaschine.

### Briefwechsel von Leibniz als UNESCO-Weltdokumentenerbe
Das Deutsche Nominierungskomitee hat den in der Gottfried Wilhelm Leibniz Bibliothek aufbewahrten Briefwechsel von Gottfried Wilhelm Leibniz 2006 für das UNESCO-Programm Weltdokumentenerbe (Memory of the World) vorgeschlagen. Im Herbst 2007 entschied der Generaldirektor der UNESCO abschließend über den Neueintrag in das Memory-of-the-World-Register. Damit erklärte die UNESCO den Briefwechsel als Bestandteil des Weltgedächtnisses und somit als besonders schützenswert.

### Goldener Brief
Der Goldene Brief misst 54,7 × 8,5 cm und ist 0,2 mm dick. Er ist auf Goldblech graviert und mit 24 Rubinen besetzt. Der birmanische König Alaungphaya sandte ihn 1756 an den englischen König Georg II. und bot darin der Britischen Ostindien-Kompanie einen befestigten Handelsstützpunkt in seinem Herrschaftsbereich an. Der Brief ist der einzige seiner Art.
Das Schreiben traf aber erst zwei Jahre später in London ein, wo man seine Bedeutung missverstand. Der Brief blieb deshalb unbeantwortet, aber Georg II. leitete ihn an seine Heimatbibliothek in Hannover weiter. Dort wurde er schließlich mit einer falschen Beschreibung archiviert und geriet so über fast 250 Jahre in Vergessenheit. Erst nachdem er 2006 wiederentdeckt worden war, gelang es Jacques Leider, einem Historiker und Südostasien-Experten der Pariser École française d’Extrême-Orient, ihn zu übersetzen, wodurch die tatsächliche kunsthistorische und geopolitische Bedeutung des Schreibens offenbar wurde. Der Goldene Brief wird in der Leibniz-Bibliothek verwahrt.

### Altatlanten- und Kartensammlung

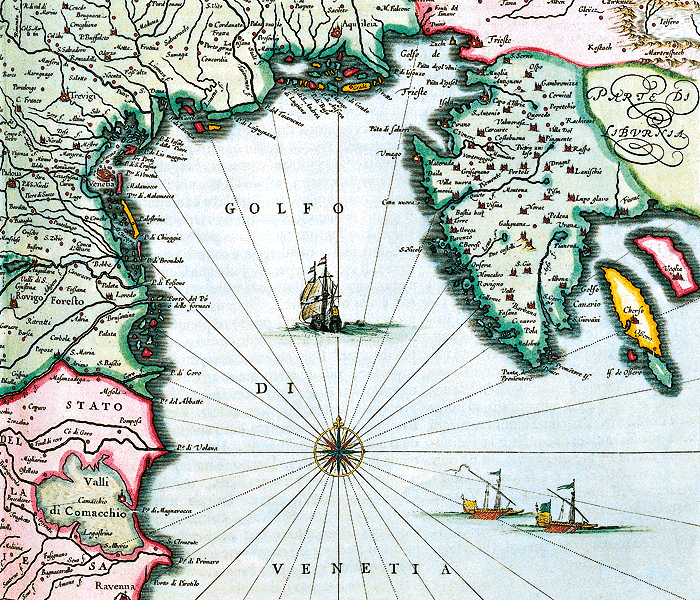
Karte aus dem Atlas Blaeu

Die GWLB ist im Besitz einer der bedeutendsten Atlanten- und Kartensammlungen der europäischen Kulturgeschichte. Rund 500 Atlanten des 15. bis 19. Jahrhunderts zählen zum Bestand. Aus der Königlichen Bibliothek sind dabei Werke von fast allen bedeutenden Kartographen und Atlasverlegern von der Inkunabelzeit bis zum 18. Jahrhundert vertreten. Zu diesen Atlanten kommt die überaus umfangreiche und universal ausgestattete Kartensammlung mit circa 30.000 losen Kartenblättern, viele davon sind handschriftlich und handkoloriert. In der Sammlung sind unter anderem die Inkunabel der Cosmographia des Claudius Ptolemäus (Ulm 1482) mit kolorierten Holzschnittkarten, die Ausgaben des großen Atlas Blaeu, als Atlas Novus in deutscher Ausgabe (Amsterdam 1646–1655) und als Le grand Atlas in französischer Ausgabe (zwölfbändig, Amsterdam 1667) in Prachteinbänden und handkoloriert, vorhanden.
Übergroße Formate weisen viele Karten auf, so der bekannte Plan London mit Westminster von 1746 mit 4 Meter Länge. Von besonders historischem Wert sind die Feldzugkarten König Georgs I. als Armeebefehlshaber auf dem belgischen Kriegsschauplatz. Ergänzt wird diese Sammlung durch zwei Globen des 17. Jahrhunderts aus dem Privatbesitz des Herzogs Johann Friedrich.

### Königliche Gartenbibliothek Herrenhausen

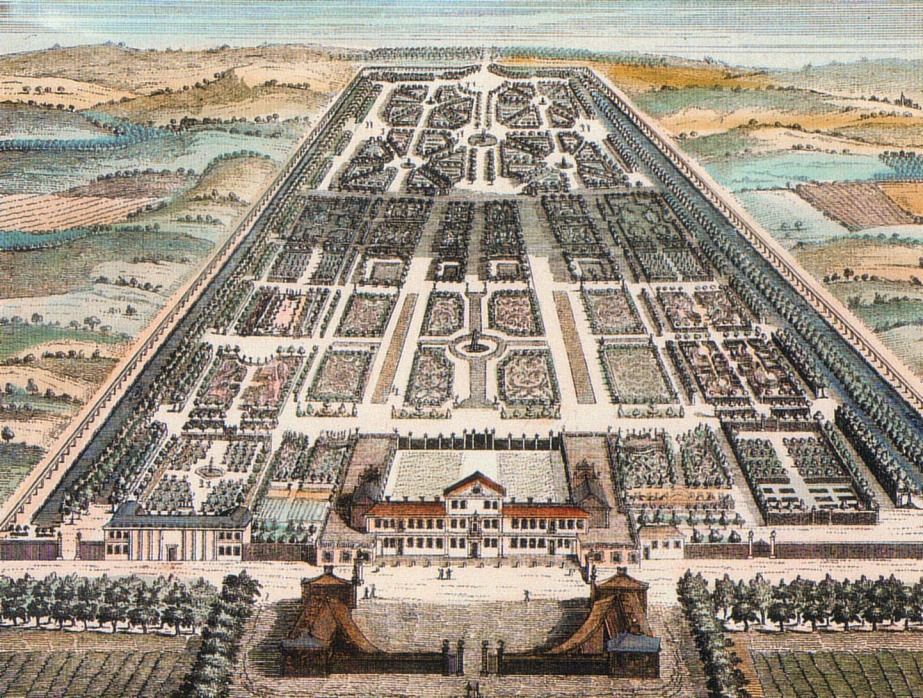
Herrenhausen in einem Kupferstich von Nathaniel Parr, um 1745

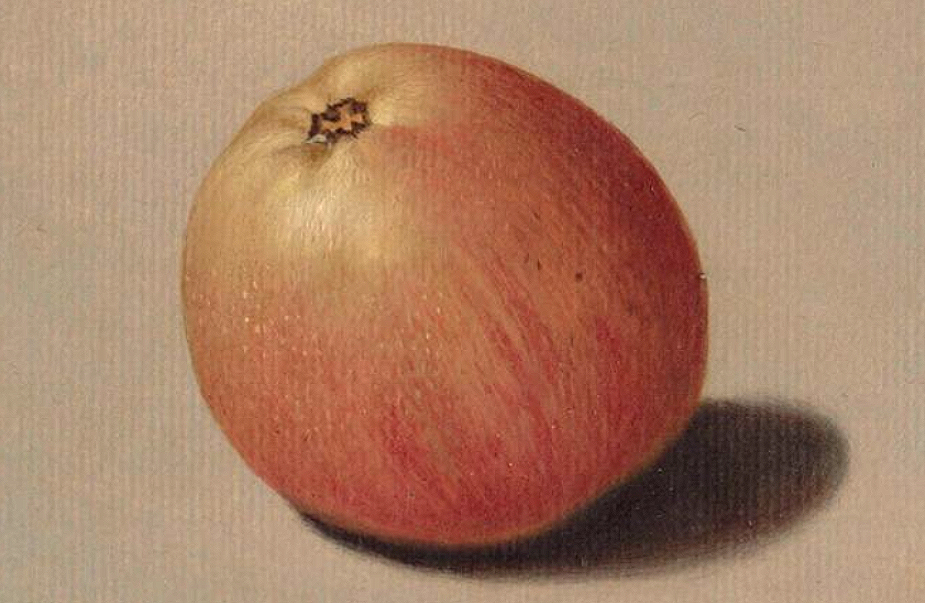
Ein Apfel aus der Provenienz der Königlichen Gartenbibliothek Herrenhausen;
Gouache von Friedrich Molters, 1833

Juli 2007 wurde die ehemalige Königliche Gartenbibliothek Herrenhausen von der öffentlichen Hand erworben. Damit wurde ein für die Geschichte der Herrenhäuser Gärten wie auch für die Geschichte der Botanik und Gartenkultur kostbarer Handschriften- und Buchbestand nach 70 Jahren erstmals wieder der Forschung zugänglich. Die Sammlung umfasst Bücher und einen kostbaren Bestand an Handschriften, Zeichnungen und Herbarien. Ein Teil der Sammlung – überwiegend Bücher – befindet sich heute in der Frankfurter Universitätsbibliothek Johann Christian Senckenberg und der Weimarer Herzogin-Anna-Amalia-Bibliothek. Der Bestand in der Gottfried Wilhelm Leibniz Bibliothek (GWLB) beinhaltet darüber hinaus Handschriften, Herbarien und Zeichnungen und ist eine bedeutende Quelle zur Geschichte Herrenhausens und der dort tätigen Hofgärtner.
Bei dem Forschungsprogramm Königliche Gartenbibliothek Herrenhausen handelt es sich um ein durch das Land Niedersachsen gefördertes gemeinsames Forschungsprojekt der GWLB und des Zentrums für Gartenkunst und Landschaftsarchitektur (CGL) der Leibniz-Universität Hannover. In mehreren Stufen wird das umfassende Quellenmaterial der hannoverschen Bestände der Königlichen Gartenbibliothek Herrenhausen erfasst, katalogisiert und wissenschaftlich ausgewertet. 2011 wurden zwei Dissertationen und ein Sammelband zu dieser Thematik von der GWLB und dem CGL präsentiert.

### Monseer Fragment

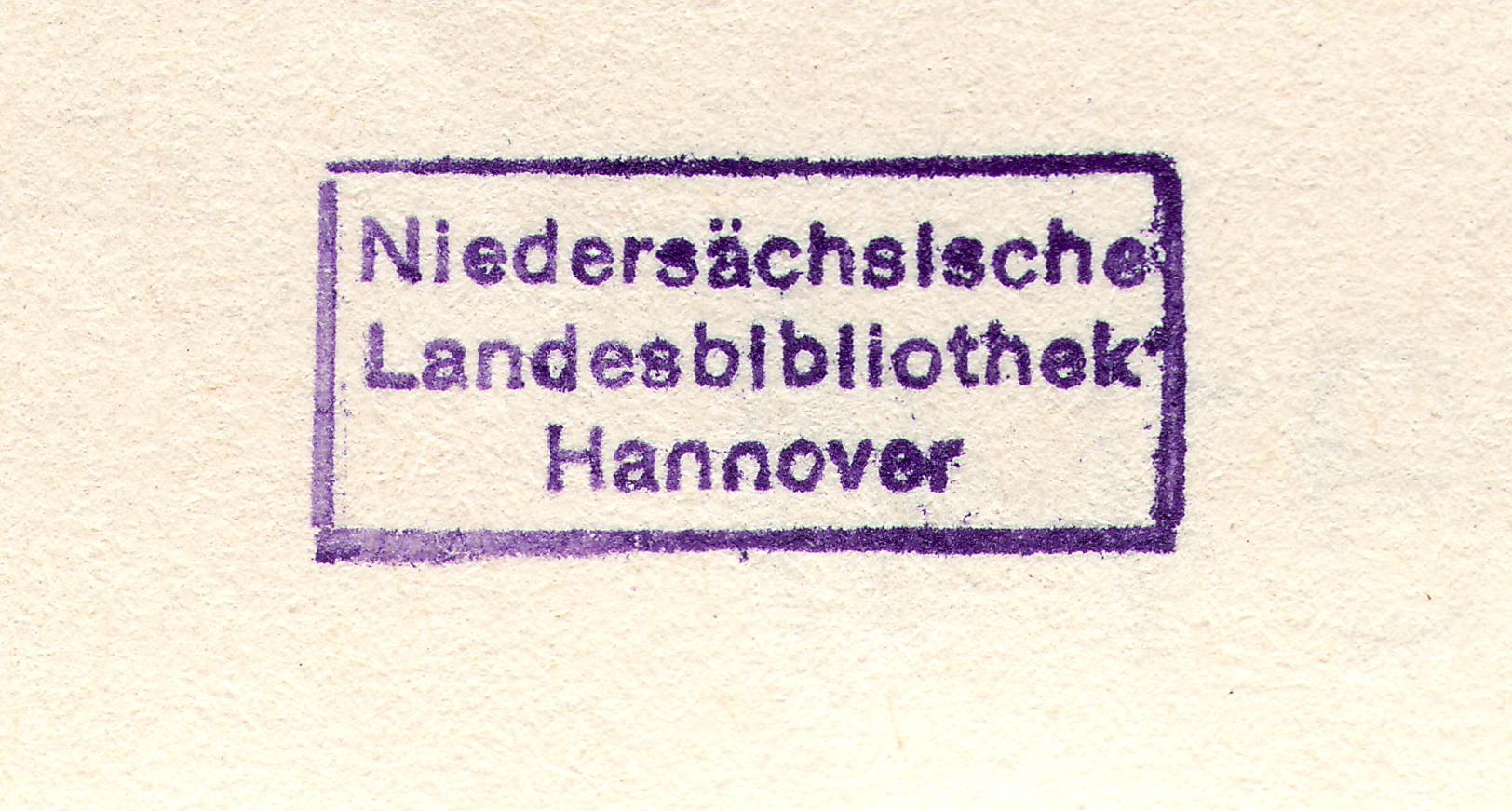
Älterer Besitzstempel

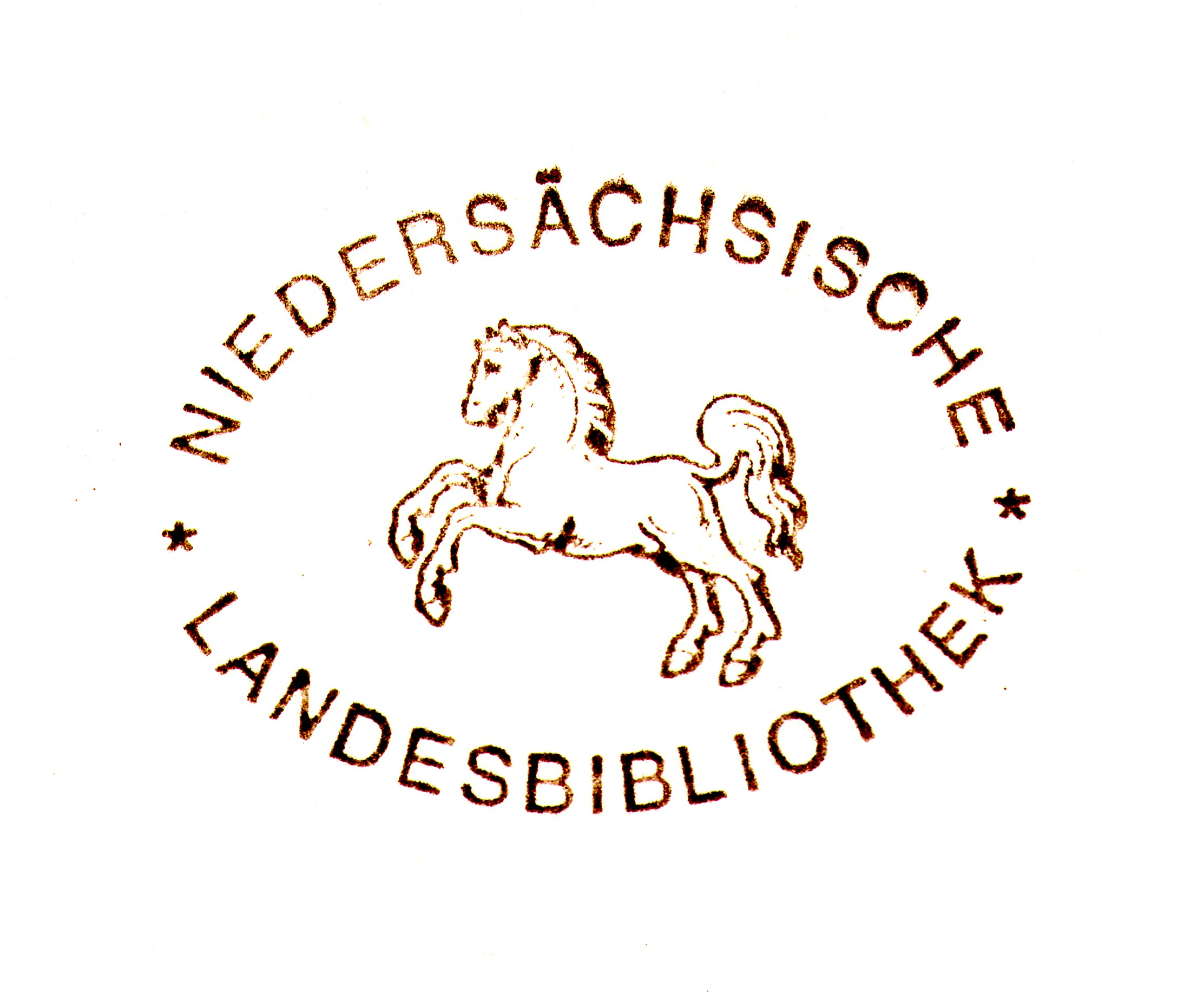
Besitzstempel aus den 1990er Jahren

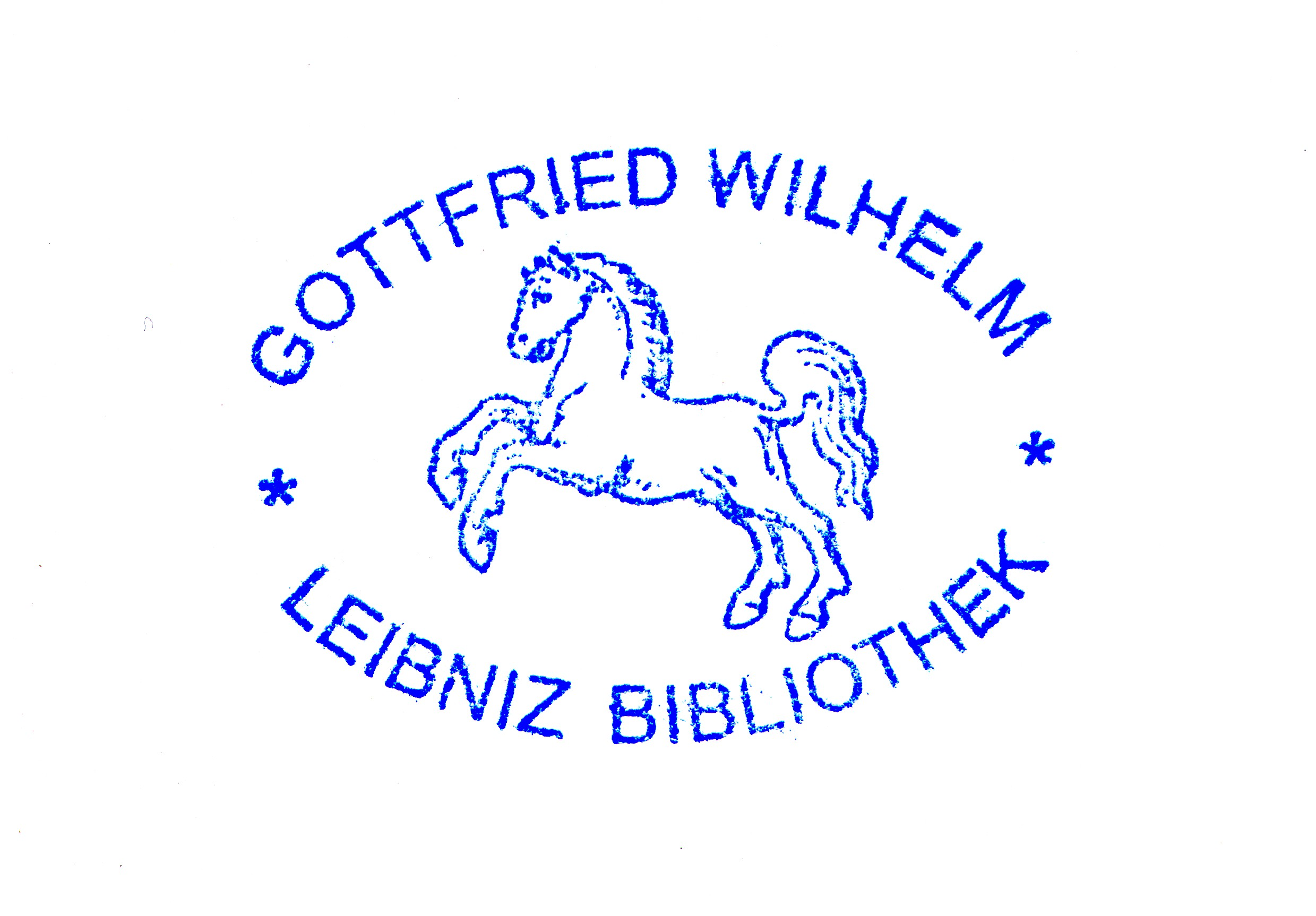
Besitzstempel nach der Umbenennung

In der GWLB wird ein Teil der Monseer Fragmente verwahrt. Die Handschrift wurde wahrscheinlich um 800 im Kloster Mondsee von Benediktinermönchen geschrieben. Der Text stammt aus der Bibel und wurde in der Karolingischen Minuskel verfasst. Auf der Recto-Seite (rechts) stand einst die althochdeutsche Übersetzung, der lateinische Text stand auf der Verso-Seite (links). Die Handschrift wurde nur stückweise überliefert und wird heute in Wien und Hannover aufbewahrt. Im 15. Jahrhundert hatten Buchbinder den Kodex zur Verwendung des Pergaments als Bucheinbände zerschnitten und damit zerstört. Teile dieses Kodex konnten aufgefunden und restauriert werden. Das Monseer Fragment ist das älteste Stück der Sammlungen der GWLB.

### Estherrolle
Die Estherrolle ist eine 6,5 Meter lange, ausziehbare Schrift. Diese Rolle wurde Anfang des 17. Jahrhunderts angefertigt und zählt zu den besonderen Kostbarkeiten der GWLB. Inhaltlich steht die Rolle in Verbindung zum jüdischen Purim-Fest, das am 14. und 15. Adar als Fest gefeiert wird. Beim abendlichen Gebet wird das Buch Esther vorgelesen. Die prächtig ausgeschmückte und stark verzierte Rolle wurde für den privaten Gebrauch angefertigt, da die in den Synagogen verwendeten Rollen nicht verziert waren.

### Wehrbereichsbibliothek II
2004 wurde in der GWLB ein Depositum von rund 100000 Bänden der ehemals in Hannover angesiedelten Wehrbereichsbibliothek II hinterlegt. Von diesen Schriften stammen rund 9000 Exemplare aus der Zeit vor 1900, einige davon aus dem 16. Jahrhundert. Zusätzlich enthält die Sammlung etwa 120 Handschriften, teils Autographen von Friedrich dem Großen, Carl von Clausewitz und Moltke.

### Trauerzug für Zar Alexander I.
Mit einer Gesamtlänge von 16,5 Metern ist die Tuschezeichnung zum Trauerzug von Zar Alexander I. eines der größten Objekte der Sammlungen. Die meisterhafte Tuschezeichnung aus dem Jahre 1826 zeigt eine detaillierte Darstellung des Gefolges des Trauerzuges.

### Freimaurerbibliothek
Durch Stiftungen, Zuwendungen durch die Freimaurerlogen in Hannover und den Freimaurerischen Bibliotheksverein sowie durch eigene Ankäufe hat die GWLB mit rund 4000 Bänden (Stand: 01/2013) mittlerweile die zweitgrößte Sammlung freimaurerischer Schriften in Deutschland aufgebaut.

### Sammelbände mit Kleinschriftentum
Ein Teil der Altbuchbestände der Gottfried Wilhelm Leibniz Bibliothek ist in 900 Sammelbänden mit ungefähr 32.000 Stücktiteln vereint, die meist Kleinschrifttum enthalten wie Flugschriften, Einblattdrucke und Personalschriften. Schwerpunkte bilden Personalschriften auf niedersächsische fürstliche Personen, Schriften zum Dreißigjährigen Krieg, zur französischen und niederländischen Geschichte und zur 48er Revolution sowie Operntexte aus dem 17. und 18. Jahrhundert. Hier zeigt sich der fürstliche Charakter der alten Hofbibliothek besonders gut. In diesem Sonderbestand finden sich auch zahlreiche Rara und Unica. Sie sind auch, ebenso wie die Sammlung der Leichenpredigten, der Wappen und allgemeinen Personensachen, für die regionale Forschung von großer Bedeutung.

### Wappensammlung
Die Wappensammlung Külp mit mehr als 50000 vor allem bürgerlichen Wappen wird seit 1971 in der GWLB verwahrt und gilt als größte derartige Sammlung in Deutschland. Ein gedrucktes Register vereinfacht die Auffindung nach Familiennamen.

### Sammlung Birgit Dankert zur Kinder- und Jugendbuchforschung
Im Jahr 2004 erhielt die Gottfried Wilhelm Leibniz Bibliothek eine der vollständigsten Privatsammlungen zum Thema deutsche Kinder- und Jugendliteratur in der zweiten Hälfte des 20. Jahrhunderts. Sie wurde über Jahrzehnte von Birgit Dankert, Hochschullehrerin am Fachbereich Bibliothek und Information der Hochschule für Angewandte Wissenschaften Hamburg, kontinuierlich aufgebaut. Die Sammlung enthält Fachliteratur zur Kinder- und Jugendbuchliteratur. Außerdem beinhaltet sie einen der wenigen außerhalb des Verlages existierenden kompletten Bestände aller bei dtv junior erschienenen Bände. Dies sind seit Auflegung der Reihe im Jahre 1971 rund 2100 Bände. Hinzu kommen noch andere Sammlungen, darunter Nachdrucke historischer Kinderbücher und Kinderbuchklassiker in Neuauflagen.

## Digitales Angebot
Die GWLB bietet mehrere Datenbanken an. In den Digitalen Sammlungen werden digitalisierte Werke aus dem Bestand der GWLB angeboten. In der Niedersächsischen Bibliographie werden die Neuerscheinungen zu Niedersachsen verzeichnet. In der Datenbank Niedersächsische Personen werden Personendatensätze zu niedersächsischen Persönlichkeiten festgehalten, sofern diese durch eine Quelle in der Literatur oder Medien belegt werden können. Die Leibniz-Bibliographie ist eine Bibliographie zu dem über Leibniz erscheinenden Schrifttum und verzeichnet alle weltweit gedruckten Neuerscheinungen zu Leibniz. Das Portal LeibnizCentral ist ein Wissensportal zu Leibniz. Das Niedersächsische Online-Archiv (NOA) ist ein Portal für digitale Dokumente aus Niedersachsen zwecks Langzeitarchivierung. Die Werner-Kraft-Bibliographie ist eine Werk-Bibliographie des 1928–1933 in der Bibliothek tätigen Bibliothekars und Essayisten Werner Kraft und verzeichnet auch die Sekundärliteratur über ihn.

## Nachlässe und Autographen

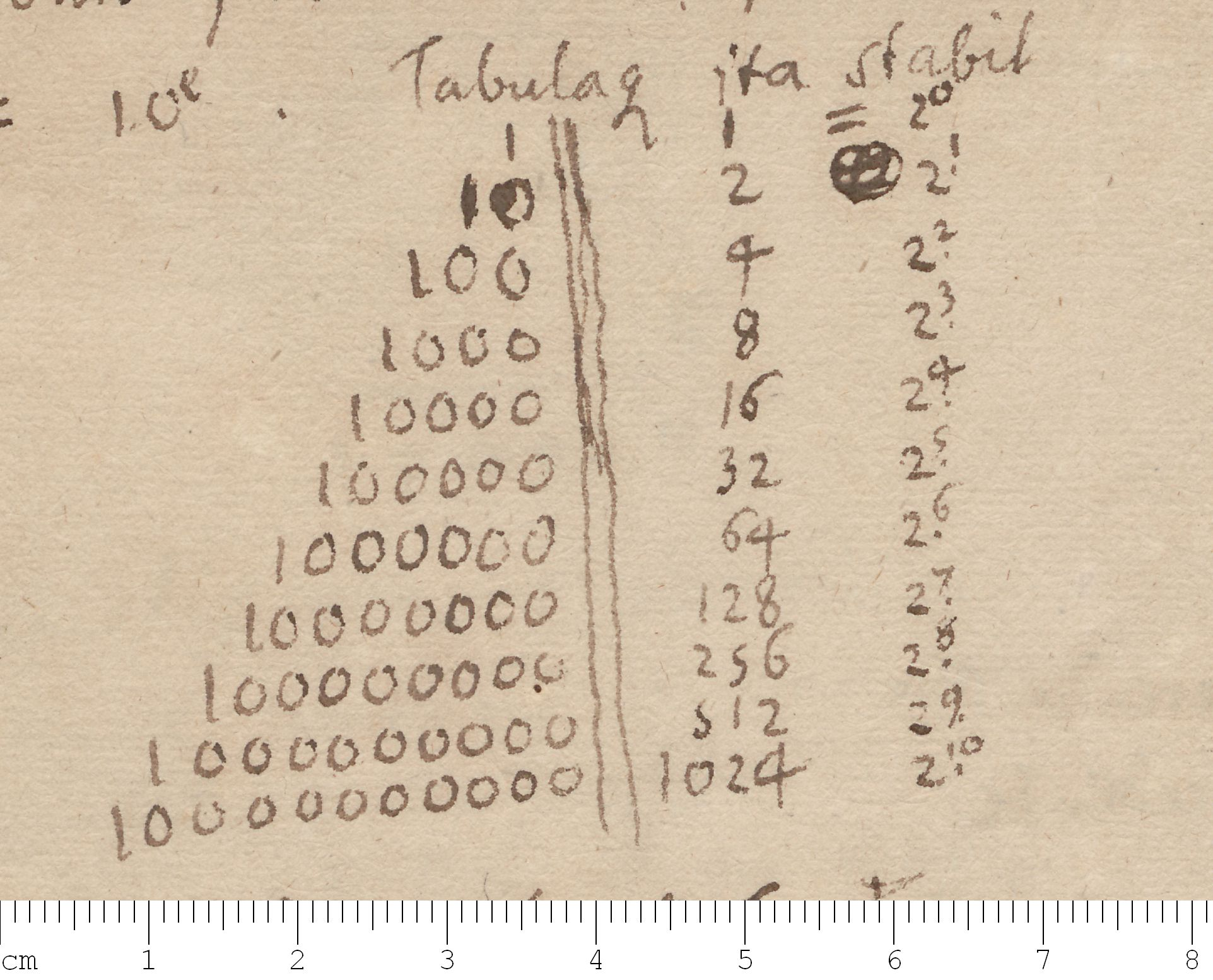
Autograph des Leibniz-Entwurfs zum binären Zahlensystem

Der gesamte Autographenbestand der Bibliothek stammt von einigen tausend Persönlichkeiten und reicht von der Renaissance bis zur Gegenwart. Darunter befinden sich vielfältige Nachlässe. Vorhanden sind unter anderem:
- Autographen römischer Kaiser (ab Karl V.)
- Autographen und Nachlässe zu den Fürsten von Braunschweig Lüneburg und den Königen der Personalunion zwischen Großbritannien und Hannover von Georg I. bis Wilhelm IV.
- Autographen und Nachlässe der Gelehrtenfamilie Meibom (16. Jahrhundert–1742)

| - Antoine Arnauld - Pierre Bayle - Jacques Bénigne Bossuet - Jakob I Bernoulli - Johann I Bernoulli - Horst Bienek - Johannes Bugenhagen - Samuel Clarke - Anthony Collins - Hermann Conring - Brandanus Daetrius - Johann Georg Eckhart - Daniel Gabriel Fahrenheit - Farinelli - Martin Fogel - August Hermann Francke - Hugo Grotius - Otto von Guericke | - Anton de Haen - Albrecht von Haller - Johann Gottfried von Herder - Christoph August Heumann - Friedrich Hoffmann - Christiaan Huygens - Joachim Jungius - Katharina II. - Antoni van Leeuwenhoeck - Gottfried Wilhelm Leibniz - Martin Luther - Jean-Baptiste Lully - Jean Mabillon - Antonio Magliabechi - Nicolas Malebranche - Marcello Malpighi - Philipp Melanchthon | - Moses Mendelssohn - Gerhard Wolter Molanus - Isaac Newton - Georg Heinrich Pertz - Giustiniano Priandi - Samuel Pufendorf - Bernardino Ramazzini - Justus Georg Schottelius - Hans Sloane - Antonio Sartorio - Philipp Jacob Spener - Baruch de Spinoza - Gerard van Swieten - Christian Thomasius - Christian Wolff - Johann Georg Zimmermann |

## Kataloge
Der historisch gewachsene und weitläufige Bestand der GWLB ist durch mehrere Kataloge erschlossen.

### OPAC
Für die Druckwerke, digitalen Medien und CDs/DVDs ab dem Erscheinungsjahr 1962 steht der Onlinekatalog (OPAC) im Internet bereit. Alle Neuerwerbungen und Pflichtexemplare werden in diesem Katalog nachgewiesen.

### Kapselkatalog
Druckwerke vor 1962, also der gesamte Altbestand, sind in einem Kapselkatalog im Gebäude nach Preußischen Instruktionen (PI) nachgewiesen. Die Retrokatalogisierung des im Kapselkatalog nachgewiesenen Altbestandes ist nahezu abgeschlossen und die Titel über die GWLB-Suche und den OPAC nachgewiesen. Anfragen zum Altbestand sind an der Information des Hauses möglich.

### Sonderkataloge
Es bestehen in gedruckter Form Sonderkataloge zu den Handschriften, den mittelalterlichen Handschriften, den Altakten der Bibliothek, den Pergamenteinbänden, den Kleinschriften und der Kartensammlung. Weitere Kataloge, insbesondere zu den Digitalisaten, sind über den OPAC und die Internetseite der GWLB nachgewiesen.

## Direktoren
- Tobias Fleischer (1672–1676)
- Gottfried Wilhelm Leibniz (1676–1716)
- Johann Georg von Eckhart (1716–1723)
- Simon Friedrich Hahn (1725–1729)
- Johann Daniel Gruber (1729–1748)
- Christian Ludwig Scheidt (1748–1761)
- Johann Heinrich Jung (1762–1799)
- Ludwig Albrecht Gebhardi (1799–1802)
- Johann Georg Heinrich Feder (1802–1821)
- Georg Heinrich Pertz (1827–1842)
- Christoph Wilhelm Siemsen (1842–1851)
- Adolf Friedrich Heinrich Schaumann (1851–1867)
- Eduard Bodemann (1867–1906)[28]
- Karl Kunze (1907–1927)
- Otto Heinrich May (1927–1952)
- Gerhard Meyer (1953–1961)
- Wilhelm Totok (1962–1986)
- Wolfgang Dittrich (1986–2002)
- Georg Ruppelt (2002–2015)
- Anne May (seit 2016)

## Bibliothekare
- Daniel Eberhard Baring war ab 1718 36 Jahre Hilfsbibliothekar der Kurfürstlichen Bibliothek, verfasste die erste Bibliographie der Geschichte des Herzogtums Braunschweig-Lüneburg und verzeichnete die Leibniz-Bibliothek.[29]
- Rudolf Erich Raspe (1736–1794), Verfasser der englischen Erstausgabe der Wunderbaren Reisen zu Wasser und Lande, Feldzüge und lustige Abentheuer des Freyherrn von Münchhausen, wie er dieselben bey der Flasche im Cirkel seiner Freunde selbst zu erzählen pflegt (übersetzt und erweitert durch Gottfried August Bürger, Göttingen 1786)
- Heinrich Böttger (1801–1891), Bibliotheksrat, Historiker, 1850–1875 in Diensten der Königlichen Bibliothek
- Paula Blank (1887–1967), 1914–1933 tätig als Bibliotheks-Sekretärin bzw. Bibliotheks-Obersekretärin
- Werner Kraft (1896–1991), Bibliotheksrat 1928–1933
- Karl-Heinz Weimann (1922–2006), stellvertretender Direktor 1964–1987, Paracelsus-Forscher
- Ernst Fleischhack (1926–2021), 1956–1963 Diplom-Bibliothekar an der Niedersächsischen Landesbibliothek, anschließend an der Lippischen Landesbibliothek Detmold, Bearbeiter der Lippischen Bibliographie, Grabbe- und Freiligrath-Bibliograph[30]
- Reinhard Oberschelp (* 1936), Leiter der Niedersachsen-Dokumentation
- Reinhard Laube (* 1967), seit 2016 Direktor der Herzogin-Anna-Amalia-Bibliothek in Weimar

## Schriften
- Ariane Walsdorf, Klaus Badur, Erwin Stein, Franz Otto Kopp: Das letzte Original. Die Leibniz-Rechenmaschine der Gottfried Wilhelm Leibniz Bibliothek (= Schatzkammer. Band 1). hrsg. von der Gottfried Wilhelm Leibniz Bibliothek. Gottfried Wilhelm Leibniz Bibliothek, Hannover 2014, ISBN 978-3-943922-08-0.

### Allgemeines
- Wolfgang Dittrich: Niedersächsische Landesbibliothek. In: Bernd Hagenau (Hrsg.): Regionalbibliotheken in Deutschland. Klostermann, Frankfurt am Main 2000, ISBN 3-465-03085-0, S. 175–182.
- Wolfgang Dittrich: Hannover, Niedersächsische Landesbibliothek. In: Detlev Hellfaier (Hrsg.): Landesbibliotheksbau in Deutschland, Österreich und der Schweiz. Klostermann, Frankfurt am Main 2003, ISBN 3-465-03291-8, S. 27–39.
- Georg Ruppelt (Hrsg.): Von der Notwendigkeit eines guten Namens. Die Niedersächsische Landesbibliothek wird Gottfried Wilhelm Leibniz Bibliothek. Niemeyer, Hameln 2006.
- Georg Ruppelt, Thomas Fuchs: Kostbarkeiten, Informationen, Begegnungen. Die Gottfried Wilhelm Leibniz Bibliothek – Niedersächsische Landesbibliothek stellt sich vor. Niemeyer, Hameln 2007.
- Georg Ruppelt, Veit Görner, Maximilian Engelmann, Frank-Thorsten Moll (Hrsg.): Bookmarks. Wissenswelten von der Keilschrift bis YouTube. Publikation anlässlich der Ausstellung in der Kestnergesellschaft vom 16. Januar bis 15. Februar 2009 in Kooperation mit der Gottfried Wilhelm Leibniz Bibliothek. Kehrer, Hannover 2009.
- Hugo Thielen: Gottfried Wilhelm Leibniz Bibliothek. In: Stadtlexikon Hannover. S. 227.
- Wilhelm Totok, Karl-Heinz Weimann (Hrsg.): Die Niedersächsische Landesbibliothek in Hannover. Entwicklung und Aufgaben. Klostermann, Frankfurt am Main 1976, ISBN 3-465-01154-6.
- Ulrich Breden: Bibliographie zur Geschichte der Gottfried Wilhelm Leibniz Bibliothek und ihrer Vorgängereinrichtungen. (= Berichte Gottfried Wilhelm Leibniz Bibliothek. 3). Gottfried Wilhelm Leibniz Bibliothek, Hannover 2015. Online-Ressource
- Georg Ruppelt (Hrsg.): 350 Jahre Gottfried-Wilhelm-Leibniz-Bibliothek (1665–2015). „Der Nuzen einer außerlesenen Bibliothec … kan nicht in Zweifel gezogen werden“. Gottfried-Wilhelm-Leibniz-Bibliothek, Hannover 2015, ISBN 978-3-943922-12-7

### Geschichte
- Michael Labach: Die Vorgeschichte der „Niedersächsischen Landesbibliothek“ von 1907 bis 1939. Von der „Königlichen und Provinzialbibliothek“ zur „Vormals Königlichen und Provinzialbibliothek“ (= Kleine historische Reihe der Zeitschrift Laurentius. 4). Laurentius, Hannover 1993.
- Otto Heinrich May: Kriegs- und Nachkriegsschicksale der Niedersächsischen Landesbibliothek in Hannover (1939–1950). Nach Tagebuchvermerken, Aktenauszügen, Erlebnissen und Erkenntnissen. Lax, Hildesheim 1968.
- Reinhard Oberschelp: Die Alt-Akten A und V der Niedersächsischen Landesbibliothek. Hannover 2001.
- Werner Ohnsorge: Zweihundert Jahre Geschichte der Königlichen Bibliothek zu Hannover (1665–1866). Vandenhoeck & Ruprecht, Göttingen 1962.
- Anne-Katrin Henkel: Vom Krieg und von Büchern: Evakuierung, Rückführung und Beschlagnahme von Bibliotheksbeständen der Vormals Königlichen und Provinzialbibliothek Hannover während und nach dem Zweiten Weltkrieg. Hameln, Niemeyer, 2011 (= Schriften/Gottfried-Wilhelm-Leibniz-Bibliothek; 5), ISBN 978-3-8271-8905-9
- Ulrich Breden (Hrsg.): Zwischen Alltagssorgen, Raumnot und Neubauplänen: die Vormals Königliche und Provinzial-Bibliothek Hannover/Niedersächsische Landesbibliothek im Spiegel des Dienst-Tagebuchs ihrer Direktoren Karl Kunze, Otto Heinrich May und Gerhard Meyer 1907–1961. Gottfried-Wilhelm-Leibniz-Bibliothek, Hannover 2016, ISBN 978-3-943922-14-1.

### Bestände
- Eduard Bodemann: Die Handschriften der Königlichen öffentlichen Bibliothek zu Hannover. Hahn, Hannover 1867.
- Thomas Fuchs: Ex Bibliotheca Hannoverana. Kostbarkeiten aus zwölf Jahrhunderten. Niemeyer, Hameln 2005–2006.
  - Teil 1: Handschriften. ISBN 3-8271-8817-2.
  - Teil 2: Inkunabeln und alte Drucke. ISBN 3-8271-8819-9.
- Helmar Härtel, Felix Ekowski: Handschriften der Niedersächsischen Landesbibliothek Hannover. Harrassowitz, Wiesbaden 1982–1989.
- Reinhard Oberschelp: Kupferstichplatten in der Gottfried Wilhelm Leibniz Bibliothek. Niemeyer, Hameln 2005.
- Reinhard Oberschelp: Alte Vogelbilder. Aus dem Altbestand der Gottfried Wilhelm Leibniz Bibliothek. Niemeyer, Hameln 2010.
- Georg Ruppelt (Hrsg.): Der Goldene Brief des Bormanischen Königs Alaungphaya an König Georg II. Hannover 2011.
- Karl-Heinz Weimann, Irmhild Zühlsdorff: Hannover 1: Niedersächsische Landesbibliothek. In: Handbuch der historischen Buchbestände in Deutschland. Band 2.2: Niedersachsen H–Z. Olms-Weidmann, Hildesheim 1998, S. 18–47. (online)